# Виллар-ле-Домб (кантон)
Вилла́р-ле-Домб (фр. Villars-les-Dombes) — кантон во Франции, находится в регионе Рона — Альпы, департамент Эн. Входит в состав округа Бурк-ан-Брес.
Код INSEE кантона — 0135. Всего в кантон Виллар-ле-Домб входят 10 коммун, из них главной коммуной является Виллар-ле-Домб.

## Коммуны кантона
| Коммуна              | Население, чел | Почтовый индекс | Код INSEE |
| -------------------- | -------------- | --------------- | --------- |
| Бирьё                | 221            | 01330           | 01045     |
| Булиньё              | 302            | 01330           | 01052     |
| Виллар-ле-Домб       | 4 303          | 01330           | 01443     |
| Лаперуз              | 286            | 01330           | 01207     |
| Ла-Шапель-дю-Шатлар  | 216            | 01240           | 01085     |
| Марльё               | 759            | 01240           | 01235     |
| Монтьё               | 991            | 01390           | 01261     |
| Сен-Жермен-сюр-Ренон | 240            | 01240           | 01359     |
| Сен-Марсель          | 1 184          | 01390           | 01371     |
| Сен-Поль-де-Вара     | 1 429          | 01240           | 01383     |

## Население
Население кантона на 2006 год составляло 9 531 человек.
| 1962  | 1968  | 1975  | 1982  | 1990  | 1999  | 2006  | 2007 |
| ----- | ----- | ----- | ----- | ----- | ----- | ----- | ---- |
| 4 044 | 4 476 | 4 933 | 6 099 | 7 302 | 8 830 | 9 531 | -    |